# Општина Бискупија
Општина Бискупија се налази у Книнској Крајини, у сјеверној Далмацији, у саставу Шибенско-книнске жупаније. Сједиште општине је у мјесту Орлић. Према подацима са последњег пописа 2021. године у општини је живело 1.177 становника.

## Географија
Општина се налази у сјеверном дијелу Далмације. На западу се граничи са општином Промином, на истоку са општином Кијево и градом Книном, такође и на сјеверу је град Книн. Јужно се налази град Дрниш.

## Историја
Општина се до распада Југославије налазила у саставу некадашње велике општине Книн.

## Насељена мјеста
Општину чине насеља:
- Бискупија
- Врбник
- Звјеринац
- Марковац
- Орлић
- Рамљане
- Риђане
- Уздоље

## Становништво
На попису становништва 2011. године, општина Бискупија је имала 1.699 становника.
Према попису становништва из 2001. године, општина Бискупија је имала 1.669 становника.

### Национални састав општине 2001.
- Срби - 1.290 (77,29)
- Хрвати - 337 (20,19)
- Словенци - 2
- остали - 8 (0,48)
- неопредељени - 31 (1,86)
- непознато - 1

### Национални састав општине 2011.
На попису становништва 2011. године, општина Бискупија је имала 1.699 становника, следећег националног састава:
| Попис 2011.‍   | Попис 2011.‍ | Попис 2011.‍ | Попис 2011.‍ | Попис 2011.‍ |
| ------------- | ----------- | ----------- | ----------- | ----------- |
|               |             |             |             |             |
| Срби          | Срби        |             | 1.452       | 85,46%      |
| Хрвати        | Хрвати      |             | 231         | 13,60%      |
| остали        | остали      |             | 16          | 0,94%       |
| укупно: 1.699 |             |             |             |             |

### Национални састав општине 2021.
На попису становништва 2021. године, општина Бискупија је имала 1.177 становника, следећег националног састава:
| Попис 2021.‍   | Попис 2021.‍ | Попис 2021.‍ | Попис 2021.‍ | Попис 2021.‍ |
| ------------- | ----------- | ----------- | ----------- | ----------- |
|               |             |             |             |             |
| Срби          | Срби        |             | 964         | 81,90%      |
| Хрвати        | Хрвати      |             | 177         | 15,04%      |
| остали        | остали      |             | 36          | 3,05%       |
| укупно: 1.177 |             |             |             |             |